# شاهزاده آتسویاسو
شاهزاده آتسویاسو (به ژاپنی: 敦康親王)، متولد ۱۷ دسامبر ۹۹۹ میلادی، اولین پسر امپراتور ایچیجو بود. مادر او فوجیوارا نو تیشی (ساداکو) نام داشت. اگرچه او اولین شاهزاده بود، پدربزرگ مادری اش، فوجیوارا نو میچیتاکا، قبلاً درگذشته بود و با رسوایی دایی اش فوجیوارا نو کوره‌چیکا، خانواده مادرش به زوال افتاد و قدرت خود را از دست داد. علاوه بر این، در همان روز تولد آتسویاسو، امپراتریس شوشی «آکیکو»، دختر بزرگ فوجیوارا نو میچیناگا، عنوان چوگو زن اصلی امپراتور ایچیجو را به خود اختصاص داد.
مادرش، ساداکو بلافاصله پس از به دنیا آمدن دومین شاهزاده، شاهزاده امپراتوری امیکو، درگذشت.
در ۱۸ آوریل ۱۰۰۰، یک سال پس از تولد، او به عنوان شاهزاده امپراتوری (شیننوسنگه) ja:親王宣下 معرفی شد، اما در پایان همان سال، در سن دو سالگی، مادرش را از دست داد. پس از آن، کوچک‌ترین خواهر ملکه (میکوشیگه دونو، دختر چهارم میچیتاکا) ja:御匣殿 (藤原道隆四女) مراقبت از شاهزاده امپراتوری و خواهرانش، شاهزاده‌های امپراتوری شاهدخت شوشی نایشیننو ja:脩子内親王 و بیشی نایشیننو ja:媄子内親王، را در دربار امپراتوری به عهده گرفت. با این حال، میکوشیگه دونو نیز به زودی درگذشت و پدرش امپراتور، تربیت او را به چوگو امپراتریس شوشی که هنوز فرزندی نداشت سپرد و او از دیگر خواهرانش جدا شد. چوگو آکیکو شاهزاده امپراتوری را با عشق بزرگ کرد، اما میچیناگا به معنایی کاملاً متفاوت به شاهزاده امپراتوری خدمت کرد. برای میچیناگا، شاهزاده آتسوناری فقط یک بیمه نامه بود که در صورتی که آکیکو پسری به دنیا نیاورد، شاهزاده امپراتوری آتسوناری به عنوان پسرخوانده او به تاج و تخت برسد. پس از تولد پسر آکیکو برادر ناتنی ۴ ساله او، شاهزاده امپراتوری آتسوناری، به عنوان ولیعهد منصوب شد.
او در ۱۷ دسامبر ۱۰۱۸ در سن ۲۰ سالگی ناگهان بیمار شد و پس از راهب شدن درگذشت.